# Puolisrivier
De Puolisrivier (Zweeds: Puolisjoki) is een rivier, die voor een deel stroomt in de Zweedse gemeente Kiruna. De rivier dient als afwateringsrivier van het meer Penikkajärvi. Stromen de meeste rivieren in deze omgeving naar het zuidoosten, deze rivier stroomt naar het noordwesten, doet een aantal meren aan, waaronder het Alanen Puloisjärvi en stroomt bij Vittangi in de Torne. De Puolisrivier is ongeveer 28 kilometer lang en stroomt door onbewoond gebied (behalve Vittangi).